# Alció gegant africà

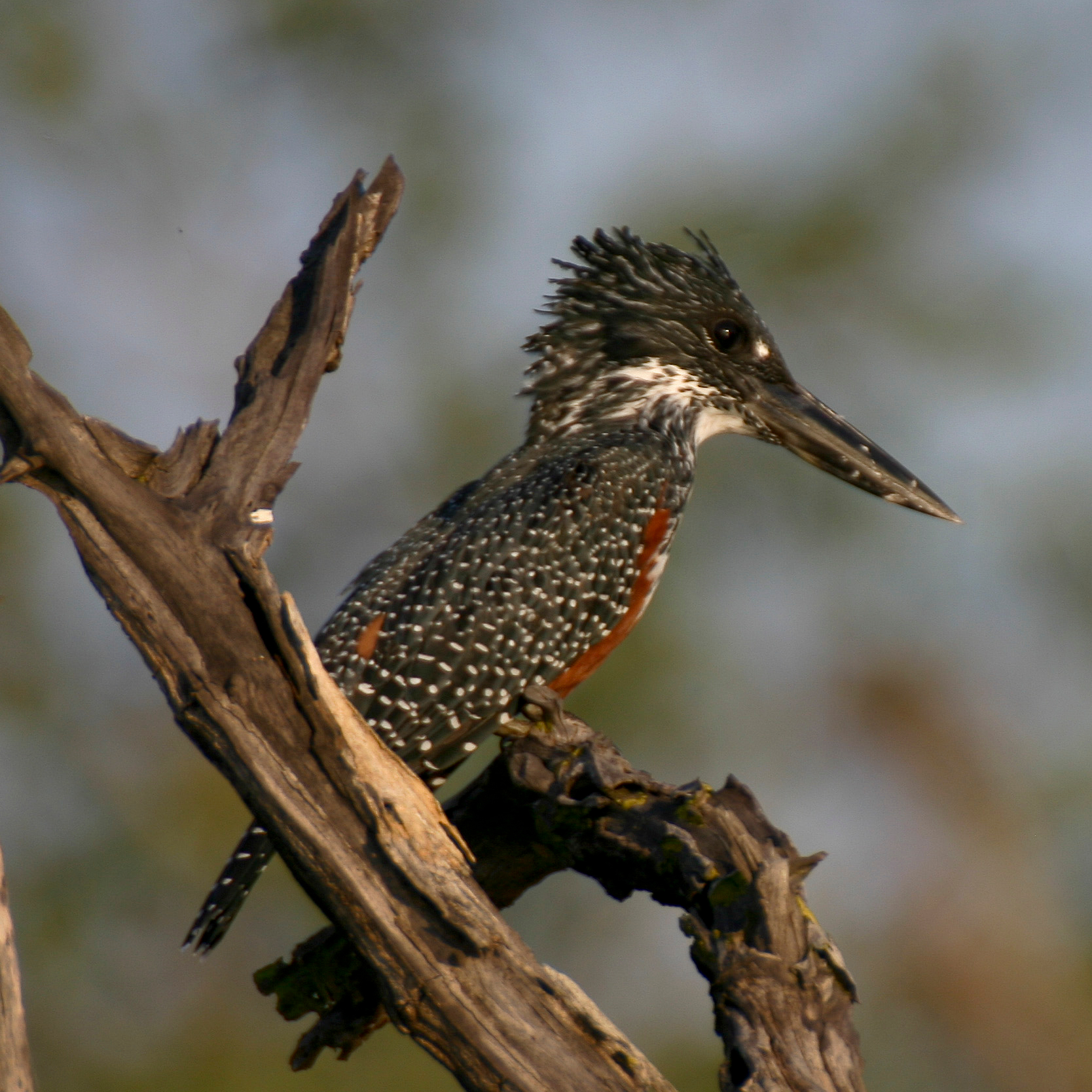
Femella adulta

L'alció gegant africà (Megaceryle maxima) és una espècie d'ocell de la família dels alcedínids (Alcedinidae) que habita rius amb arbres de la major part de l'Àfrica Subsahariana, mancant únicament de les zones més àrides.